# Adem Kastrati
Adem Kastrati (Karačevo, Dardana, Kosovo, 1933. − 2000.) bio je albanski slikar u Sjevernoj Makedoniji.
Rođen je u velikoj obitelji, koja je njegovala domoljubne vrijednosti i obrazovanje. Ujak je bio politički disident i domoljub Metush Krasniqi. 
Adem Kastrati postao je slikar i pedagog likovne umjetnosti, književni djelatnik, kolekcionar, analitičar albansko-slavenskih i euro-svjetskih odnosa. Pripada prvoj generaciji albanskih slikara nakon Drugog svjetskog rata. Olujna vremena u kojima je odrastao, sazrijevao i formirao se kao slikar, ostavila su veliki trag u njegovom djelovanju. Njegovo ime zauzima zasluženo mjesto među figurativnim umjetnicima, koji su živjeli i stvarali djela u bivšoj Jugoslaviji. Kastrati je jedan od doajena među albanskim slikarima u Sjevernoj Makedoniji, zemlji u kojoj živi i stvara više od četrdeset godina.